# Еволюція мінералів

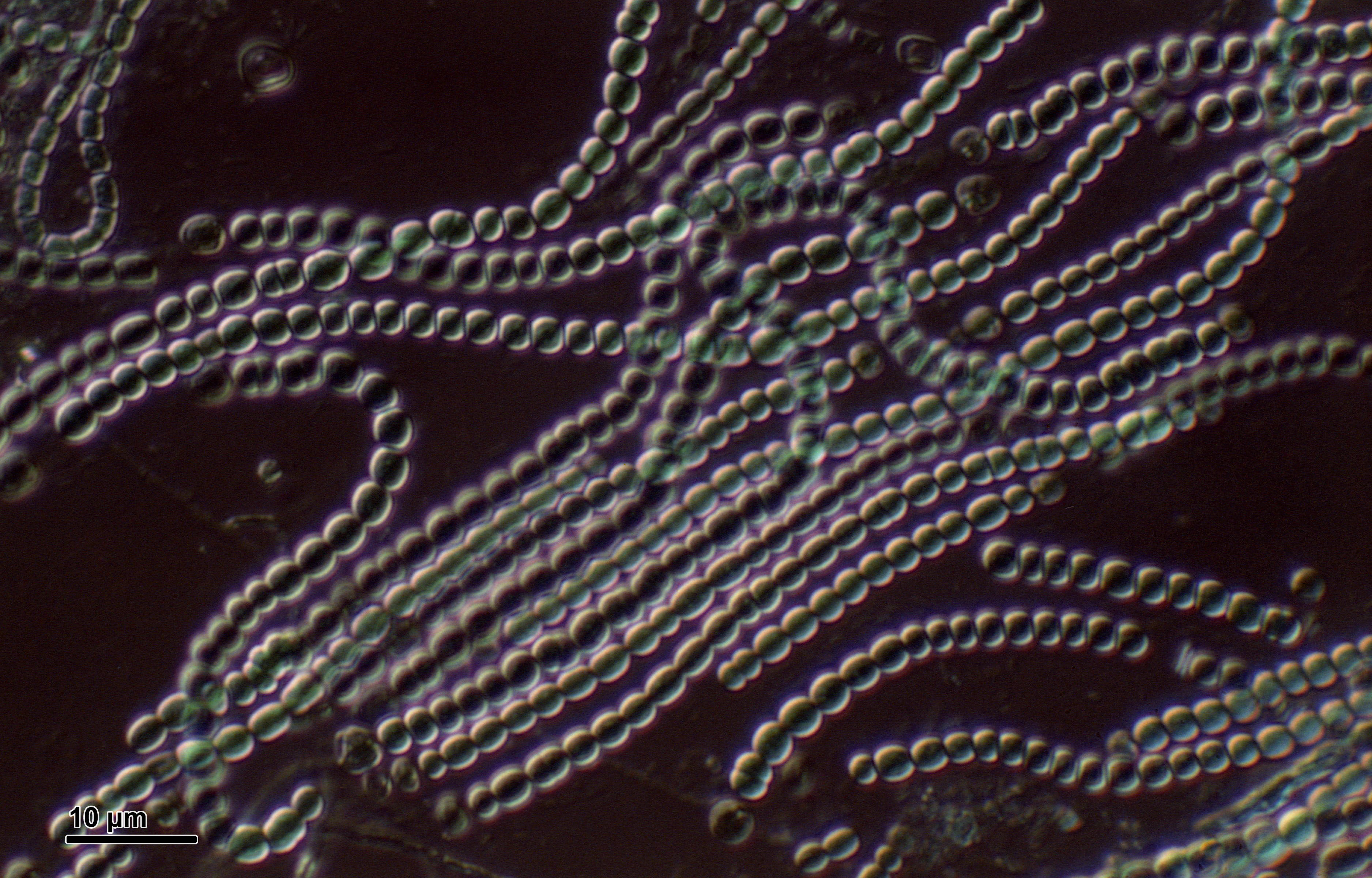
Більшість мінералів на Землі, утворилися після того, як шляхом фотосинтезу ціанобактерії (на фото) почали додавати кисень до атмосфери.

Еволюція мінералів — це нещодавня гіпотеза, яка надає історичний контекст мінералогії. Вона постулює, що мінералогія на планетах і супутниках стає все більш складною в результаті змін у фізичному, хімічному та біологічному середовищі. У Сонячній системі кількість мінеральних видів зросла приблизно з дюжини до понад 6000 в результаті трьох процесів: сепарації та концентрації елементів; більший діапазон температур і тиску в поєднанні з дією летких речовин; нові шляхи хімічних перетворень, які забезпечують живі організми.
На Землі було три епохи еволюції мінералів. Народження Сонця та утворення астероїдів і планет збільшили кількість мінералів приблизно до 250. Багаторазова переробка кори та мантії через такі процеси, як часткове плавлення та тектоніка плит, збільшила їх загальну кількість приблизно до 1500. Решта мінералів, понад дві третини від загальної кількості, були результатом хімічних змін, зумовлених живими організмами, причому найбільше збільшення відбулося після Великої кисневої катастрофи.

## Використання терміна «еволюція»
У статті 2008 року, яка ввела термін «еволюція мінералів», Роберт Гейзен і співавтори визнали, що застосування слова «еволюція» до мінералів, ймовірно, буде суперечливим, хоча прецеденти були ще в книзі 1928 року «Еволюція магматичних порід» Нормана Боуена. Вони використовували цей термін у значенні необоротної послідовності подій, що призводять до виникнення все більш складних і різноманітних угруповань мінералів. На відміну від біологічної еволюції, вона не передбачає мутації, конкуренції чи передачі інформації потомству. Гейзен з колегами дослідили деякі інші аналогії, включаючи ідею вимирання. Деякі мінералоутворювальні процеси більше не відбуваються, як-от ті, які виробляли певні мінерали в енстатитових хондритах, які нестабільні на Землі в окисненому стані. Крім того, парниковий ефект на Венері міг призвести до постійної втрати мінеральних видів. Однак "вимирання" корисних копалин не є справді незворотним процесом - втрачений мінерал може з’явитися знову, якщо відновити відповідні умови навколишнього середовища.

## Досонячні мінерали

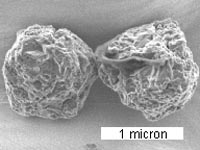
Досонячні зерна («зоряний пил») з Мерчисонського метеорита надають інформацію про перші мінерали.

У ранньому Всесвіті не було мінералів, тому що єдиними доступними елементами були водень, гелій і слідові кількості літію. Утворення мінералів стало можливим після того, як у зірках були синтезовані більш важкі елементи, включаючи вуглець, кисень, кремній і азот. У розширюваних атмосферах червоних гігантів і викидах наднових мікроскопічні мінерали утворювалися при температурах вище 1 500 °C (2 730 °F).
Докази утворення цих мінералів можна знайти в міжзоряних (досонячних) зернах, що входять до складу примітивних метеоритів, званих хондритами, які по суті є космічними осадовими породами. Кількість відомих видів становить приблизно десяток, хоча було виявлено ще кілька матеріалів, які не класифікуються як мінерали. Алмаз, оскільки він має високу температуру кристалізації (близько 4 400 °C (7 950 °F) ), ймовірно, був першим мінералом, який утворився. Наступними утворилися графіт, оксиди (рутил, корунд, шпінель, гібоніт), карбіди (муасаніт), нітриди (осборніт і нітрид кремнію) і силікати (форстерит і силікатний перовськіт (MgSiO3)). Ці «прото-мінерали» засіяли молекулярні хмари, з яких утворилася Сонячна система.

## Процеси
Після утворення Сонячної системи еволюція мінералів відбувалася за допомогою трьох основних механізмів:
- сепарація та концентрація елементів;
- більший діапазон температур і тиску в поєднанні з хімічною дією летких речовин;
- нові шляхи хімічних реакцій, що стали можливими внаслідок життєдіяльності організмів.[10]

### Сепарація і концентрація

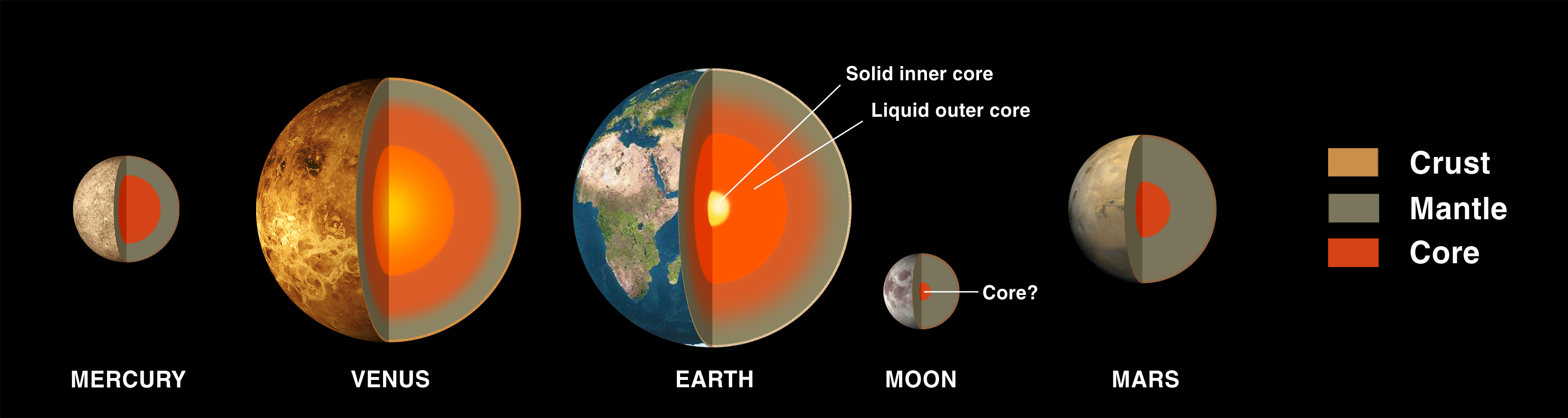
Шарова будова деяких планет земної групи

Вищий рівень класифікації мінералів базується на їх хімічному складі. Однак визначальні елементи для багатьох мінеральних груп, наприклад бор у боратах і фосфор у фосфатах, спочатку були присутні лише в концентраціях декілька частин на мільйон або менше. Це залишало мало або взагалі не давало їм шансів об’єднатися й утворити мінерали, поки зовнішні впливи не сконцентрували їх. Процеси, які розділяють і концентрують елементи, включають планетарну диференціацію (наприклад, поділ на шари, такі як ядро та мантія); дегазація; фракційна кристалізація; часткове плавлення.

### Інтенсивні величини та летючі речовини

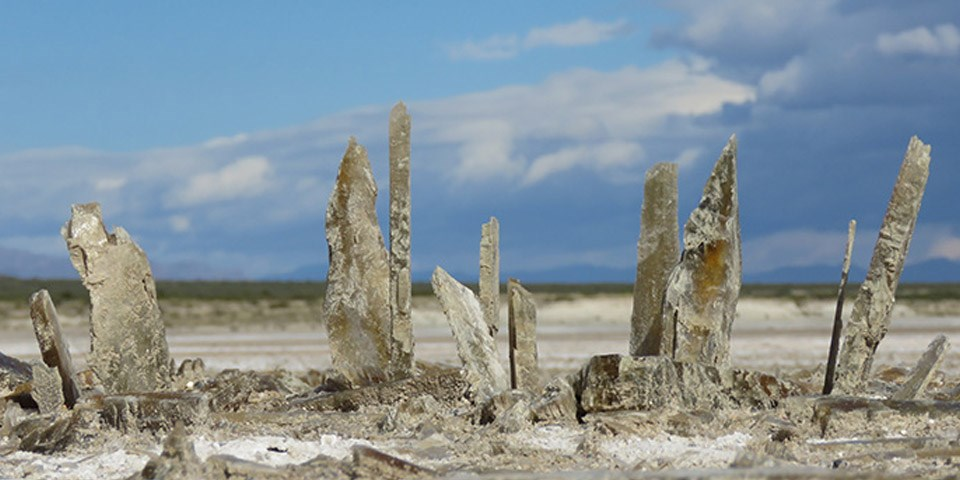
Кристали гіпсу, що утворилися під час випаровування води в озері Лусеро, Нью-Мексико

Допустимі поєднання елементів у мінералах визначаються термодинамікою; щоб елемент був доданий до кристала в заданому місці, він повинен зменшити енергію. При більш високих температурах багато елементів є взаємозамінними в таких мінералах, як олівін. Коли планета охолоджується, мінерали піддаються впливу більшого діапазону інтенсивних фізичних величин, таких як температура та тиск, що дозволяє утворювати нові фази та більш спеціалізовані комбінації елементів, такі як глинисті мінерали та цеоліти. Нові мінерали утворюються, коли з ними реагують такі леткі сполуки, як вода, вуглекислий газ і O2. Такі середовища, як крижані шапки, висохлі озера та ексгумовані метаморфічні породи, мають характерні комплекси мінералів.

### Біологічний вплив
Життя внесло кардинальні зміни в навколишнє середовище. Найдраматичнішою була Киснева катастрофа приблизно 2,4 мільярда років тому, під час якої фотосинтезуючі організми наповнили атмосферу киснем. Живі організми також каталізують реакції, створюючи такі мінерали, як арагоніт, які не знаходяться в рівновазі з навколишнім середовищем.

## Хронологія
До утворення Сонячної системи існувало близько 12 мінералів. Оцінка поточної кількості мінералів швидко змінюється. У 2008 році їх було 4300, станом на листопад 2018 року було 5413 офіційно визнаних видів мінералів.
У своїй хронології для Землі Гейзен та ін. (2008) розділив зміни в поширеності мінералів на три широкі інтервали:
- планетарна акреція до 4,55 млрд років тому;
- переробка земної кори та мантії між 4,55 і 2,5 млрд років тому;
- біологічний вплив після 2,5 млрд років тому.[2][13]

Далі вони розділили епохи на 10 інтервалів, деякі з яких збігаються. Крім того, деякі дати є невизначеними; наприклад, оцінки початку сучасної тектоніки плит коливаються від 4,5 до 1,0 млрд років тому.
| Епоха/етап                                                           | Вік (млрд років) | Кумулятивна кількість мінеральних видів |
| -------------------------------------------------------------------- | ---------------- | --------------------------------------- |
| Пренебулярні «прото-мінерали»                                        | >4,6             | 12                                      |
| Ера планетарної акреції (>4,55 млрд років тому)                      |                  |                                         |
| 1. Сонце запалюється, нагріваючи туманність                          | >4,56            | 60                                      |
| 2. Формування планетезималей                                         | >4,56–4,55       | 250                                     |
| Ера переробки кори та мантії (4,55–2,5 млрд років тому)              |                  |                                         |
| 3. Еволюція магматичних порід                                        | 4,55–4,0         | 350–420                                 |
| 4. Формування гранітоїдів та пегматитів                              | 4,0–3,5          | 1000                                    |
| 5. Тектоніка плит                                                    | >3,0             | 1500                                    |
| Ера біологічно зумовленої мінералогії (від 2,5 млрд років і дотепер) |                  |                                         |
| 6. Безкисневий біологічний світ                                      | 3.9–2.5          | 1500                                    |
| 7. Киснева катастрофа                                                | 2,5–1,9          | >4000                                   |
| 8. Проміжний океан                                                   | 1,85–0,85 :181   | >4000                                   |
| 9. Періоди "Землі-сніжки"                                            | 0,85–0,542       | >4000                                   |
| 10. Фанерозойська ера біомінералізації                               | <0,542           | >5413                                   |

### Планетарна акреція

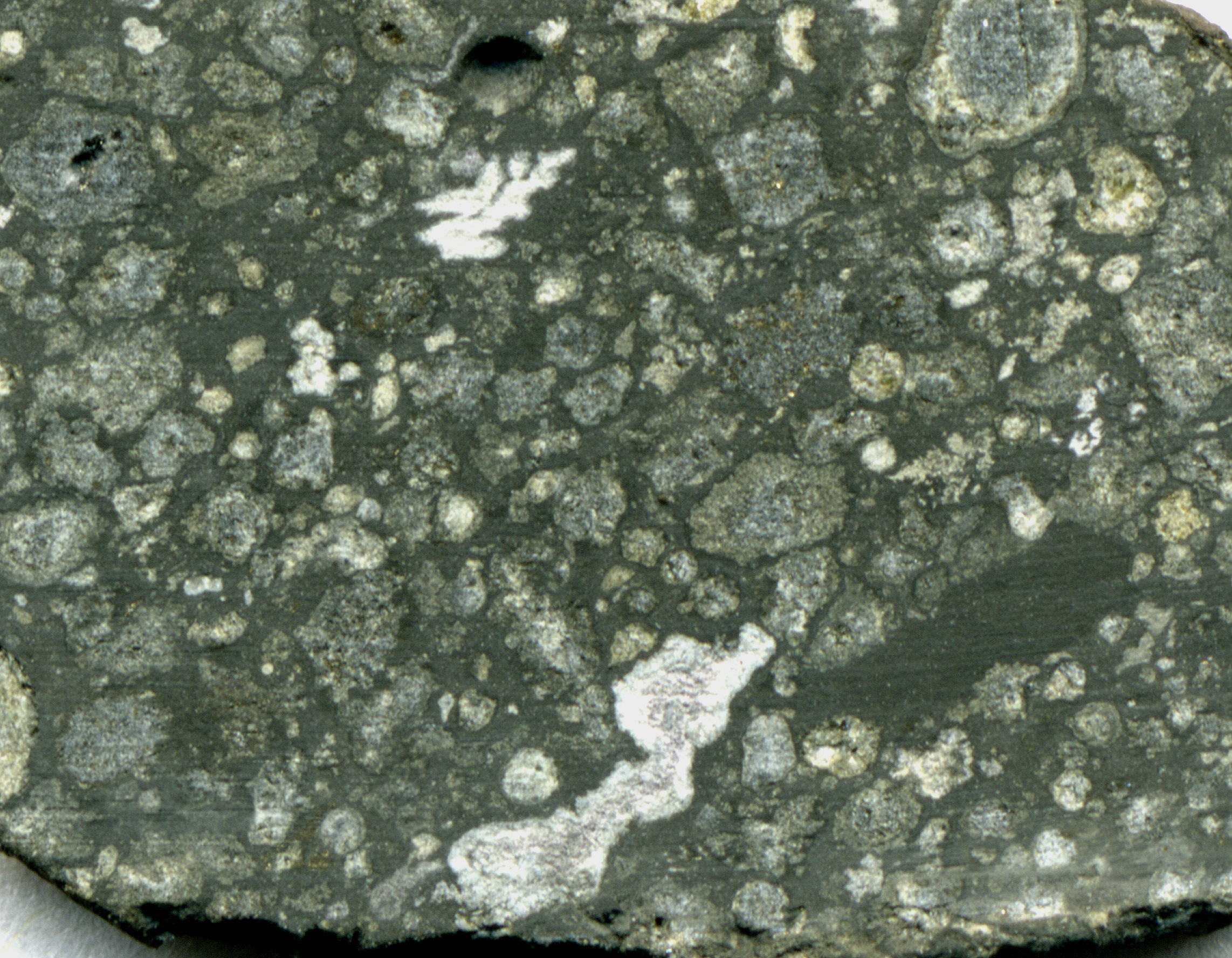
Поперечний розріз хондрита, що містить круглі олівінові хондри та неправильні білі кальцій-алюмінієві включення

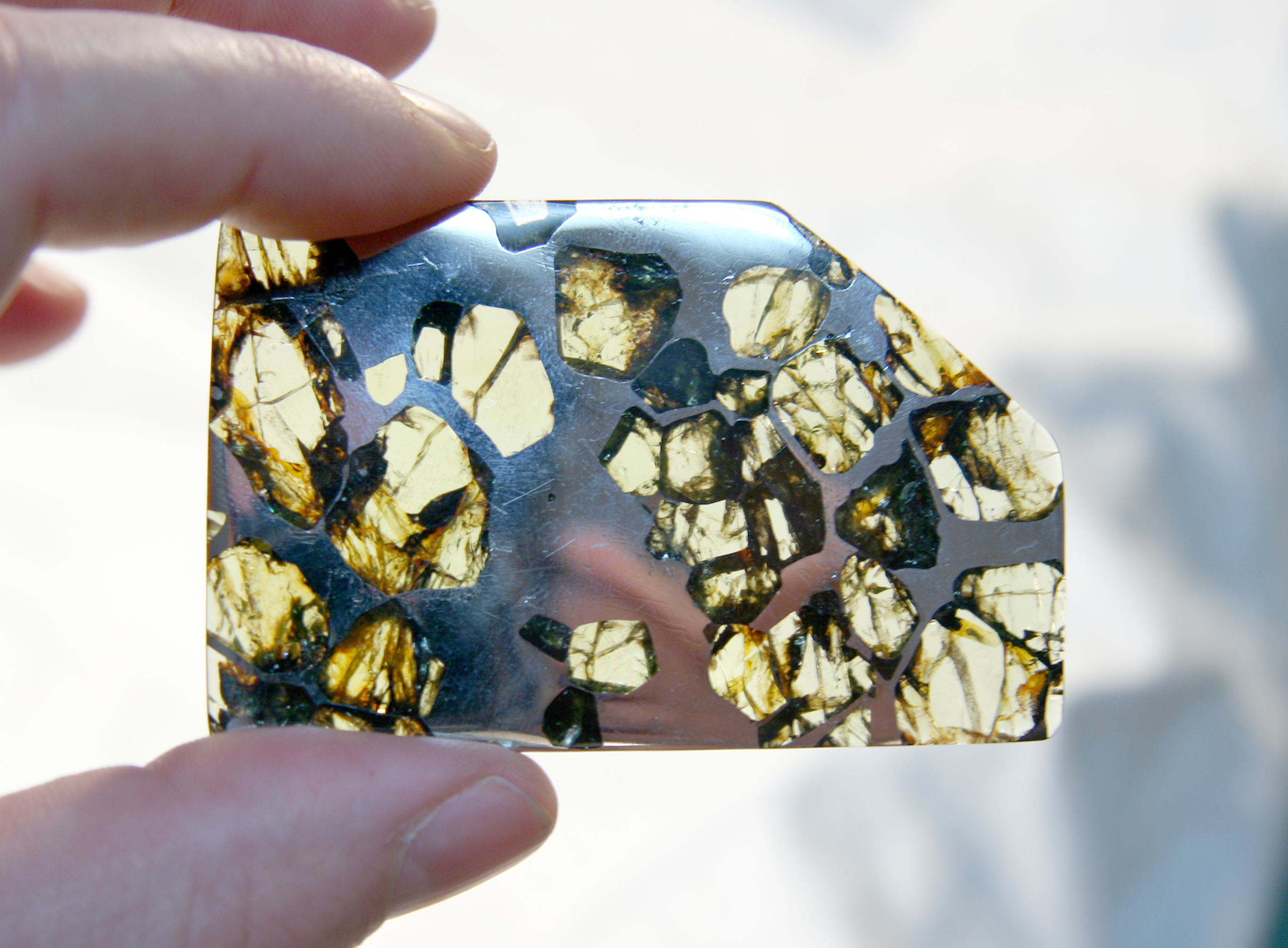
Зразок палласиту з кристалами олівіну в залізонікелевій матриці

У першу еру Сонце спалахнуло, нагріваючи навколишню молекулярну хмару. Було утворено 60 нових мінералів, які збереглися у вигляді включень у хондритах. Акреція пилу на астероїди та планети, бомбардування, нагрівання та реакції з водою підвищили їх кількість до 250.

#### Етап 1: Сонце запалюється
До 4,56 млрд років тому досонячна туманність була щільною молекулярною хмарою, що складалася з водню та гелію з розсіяними частинками пилу. Коли Сонце спалахнуло й увійшло у фазу Тети Тельця, воно розплавило частинки пилу поблизу. Деякі з крапель розплаву були включені в хондрити у вигляді невеликих сферичних об'єктів, які називаються хондрами. Майже всі хондрити також містять багаті кальцієм і алюмінієм включення, найдавніші матеріали, утворені в Сонячній системі. Досліджуючи хондрити цієї епохи, можна ідентифікувати 60 нових мінералів із кристалічними структурами всіх кристалічних систем. До них належать перші залізо-нікелеві сплави, сульфіди, фосфіди та кілька силікатів і оксидів. Серед найважливіших були багатий магнієм олівін, багатий магнієм піроксен і плагіоклаз. Деякі рідкісні мінерали, вироблені в бідних на кисень середовищах, які більше не зустрічаються на Землі, можна знайти в хондритах енстатиту.

#### Етап 2: Форма планетезималей
Незабаром після того, як нові мінерали утворилися на стадії 1, вони почали злипатися докупи, утворюючи астероїди та планети. Одним із найважливіших нових мінералів був лід; рання Сонячна система мала «снігову лінію», що відокремлювала скелясті планети й астероїди від багатих льодом газових гігантів, астероїдів і комет. Нагрівання від радіонуклідів розтопило лід, і вода реагувала з багатими на олівін породами, утворюючи філосилікати, оксиди, такі як магнетит, сульфіди, такі як пірротин, карбонати, доломіт і кальцит, і сульфати, такі як гіпс. Удари і тепло від бомбардування та можливого плавлення призвели до утворення таких мінералів, як рингвудит, основного компонента мантії Землі.
Згодом астероїди нагрілися достатньо, щоб відбулося часткове плавлення, утворюючи розплави, багаті піроксеном і плагіоклазом (здатними утворювати базальт) і різноманітними фосфатами. Сидерофільні і літофільні елементи розділилися, що призвело до утворення ядра і кори, а несумісні елементи були ізольовані в розплавах. Отримані мінерали збереглися в кам’яних метеоритах, евкритах (кварц, калієвий польовий шпат, титаніт і циркон) і в залізо-нікелевих метеоритах (залізо-нікелеві сплави, такі як камасит і теніт; сульфіди перехідних металів, такі як троїліт; карбіди та фосфіди).  За оцінками, на цій стадії утворилося близько 250 нових мінералів.

### Переробка кори та мантії

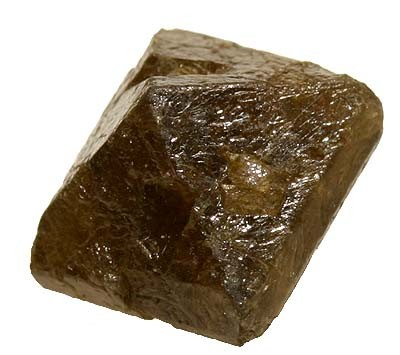
Кристал циркону

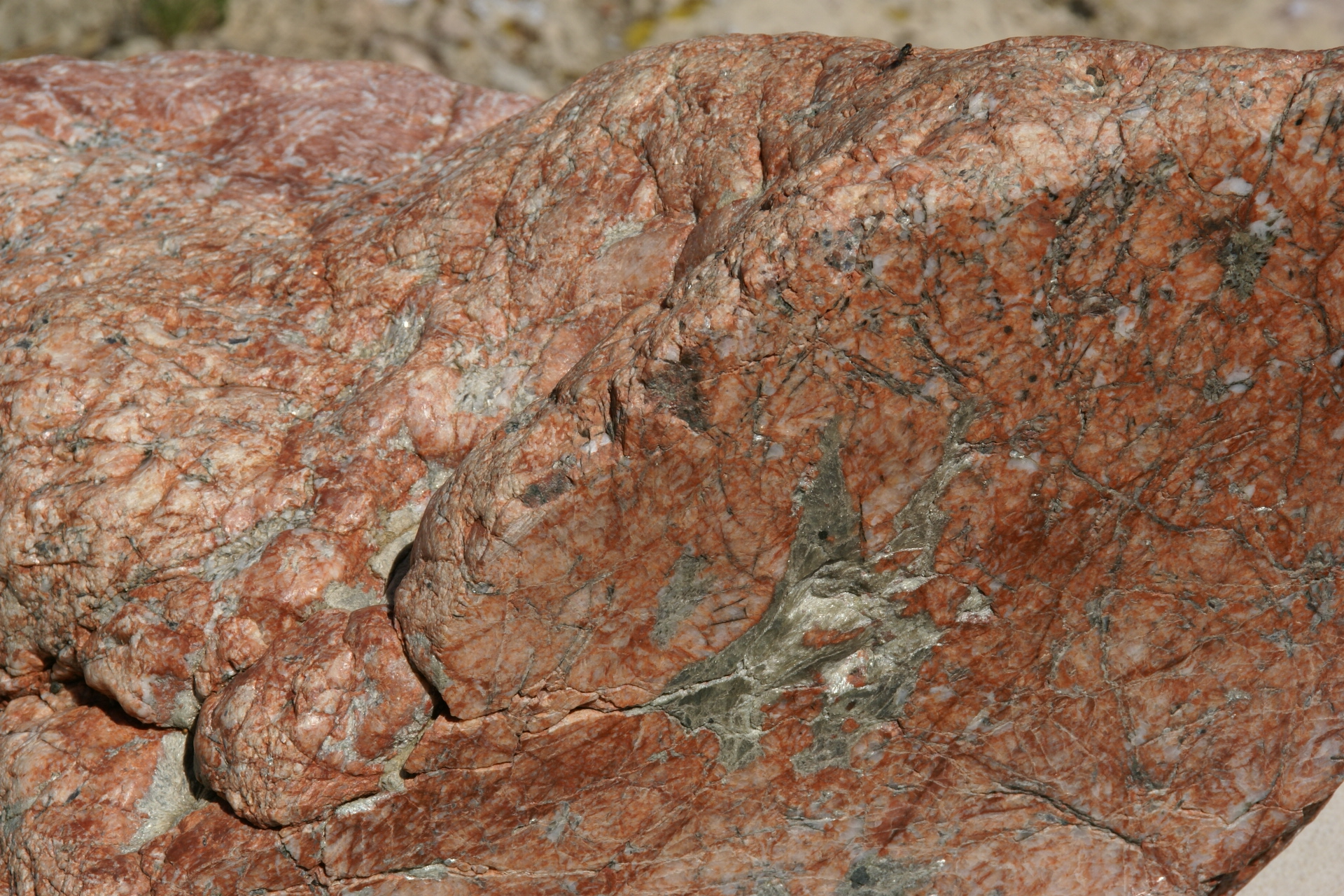
Зразок пегматиту з Великого каньйону

Схема зони субдукції

Друга ера в історії еволюції мінералів почалася з потужного удару, який утворив Місяць. Це розплавило більшу частину кори та мантії. Рання мінералогія була визначена кристалізацією вивержених порід і подальшим бомбардуванням. Ця фаза потім була замінена великою переробкою кори та мантії, так що наприкінці цієї ери було близько 1500 мінеральних видів. Однак з цього періоду зберіглося небагато порід, тому час багатьох подій залишається невизначеним.

#### Етап 3: Магматичні процеси
Етап 3 почався з утворення кори, яка складалася з мафічних (з високим вмістом заліза та магнію) та ультраосновних порід, таких як базальт. Ці породи неодноразово перероблялися шляхом фракційного плавлення, фракційної кристалізації та відділення магм, не схильних до змішування. Прикладом такого процесу є ряд реакцій Боуена.
Одним із небагатьох джерел прямої інформації про мінералогію на цьому етапі є мінеральні включення в кристалах циркону, які датуються аж 4,4 млрд років тому. Серед мінералів у включеннях є кварц, мусковіт, біотит, калійний польовий шпат, альбіт, хлорит і рогова обманка.
У бідному на леткі речовини тілі, такому як Меркурій і Місяць, вищевказані процеси викликають утворення близько 350 видів мінералів. Вода та інші леткі речовини, якщо вони присутні, збільшують загальну кількість. Земля була багата на леткі речовини, з атмосферою, що складалася з N2, CO2 і води, а океан ставав дедалі більш солоним. Вулканізм, дегазація та гідратація породили гідроксиди, гідрати, карбонати та евапорити. Для Землі, де ця стадія збігається з Гадейським еоном, загальна кількість широко поширених мінералів оцінюється в 420, а ще більш як 100 були рідкісними. Ймовірно, Марс досяг цієї стадії еволюції мінералів.

#### Етап 4: Утворення гранітоїдів і пегматитів
При достатньому нагріванні базальт переплавлявся з утворенням гранітоїдів, грубозернистих порід, схожих на граніт. Цикли плавлення концентрували рідкісні елементи, такі як літій, берилій, бор, ніобій, тантал і уран, до точки, коли вони могли утворити 500 нових мінералів. Багато з них зосереджені в виключно крупнозернистих породах, званих пегматитами, які зазвичай знаходяться в дайках і жилах поблизу великих магматичних мас. Можливо, Венера досягла такого рівня еволюції.

#### Етап 5: Тектоніка плит
З початком тектоніки плит субдукція перенесла кору та воду вниз, що призвело до взаємодії рідини та гірської породи та більшої концентрації рідкісних елементів. Зокрема, утворилися сульфідні родовища з 150 новими сульфосольними мінералами. Субдукція також перенесла більш холодну породу в мантію та піддала її більш високому тиску, що призвело до появи нових фаз, які пізніше були підняті та оголені у вигляді метаморфічних мінералів, таких як кіаніт і силліманіт.

### Біологічно зумовлена мінералогія

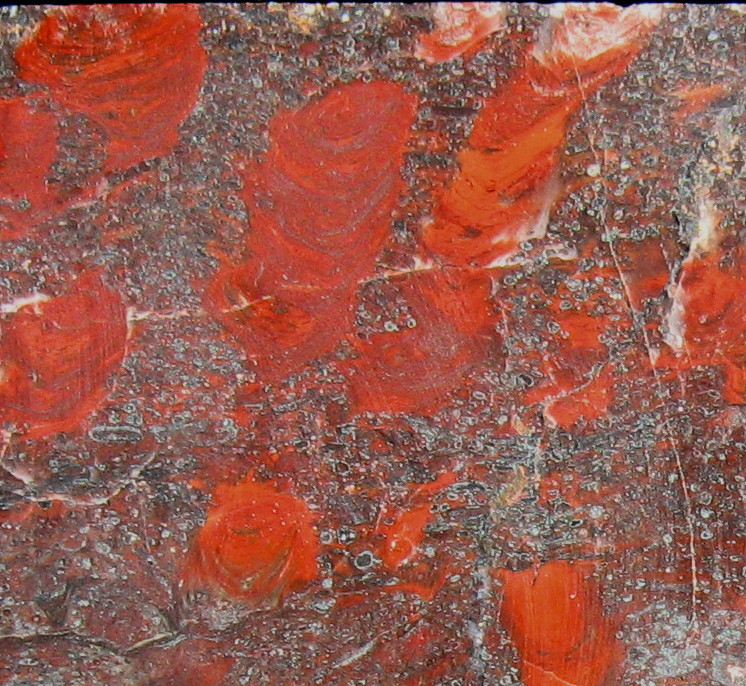
Скам'янілість строматоліту в розрізі смугового залізного утворення віком 2,1 млрд років

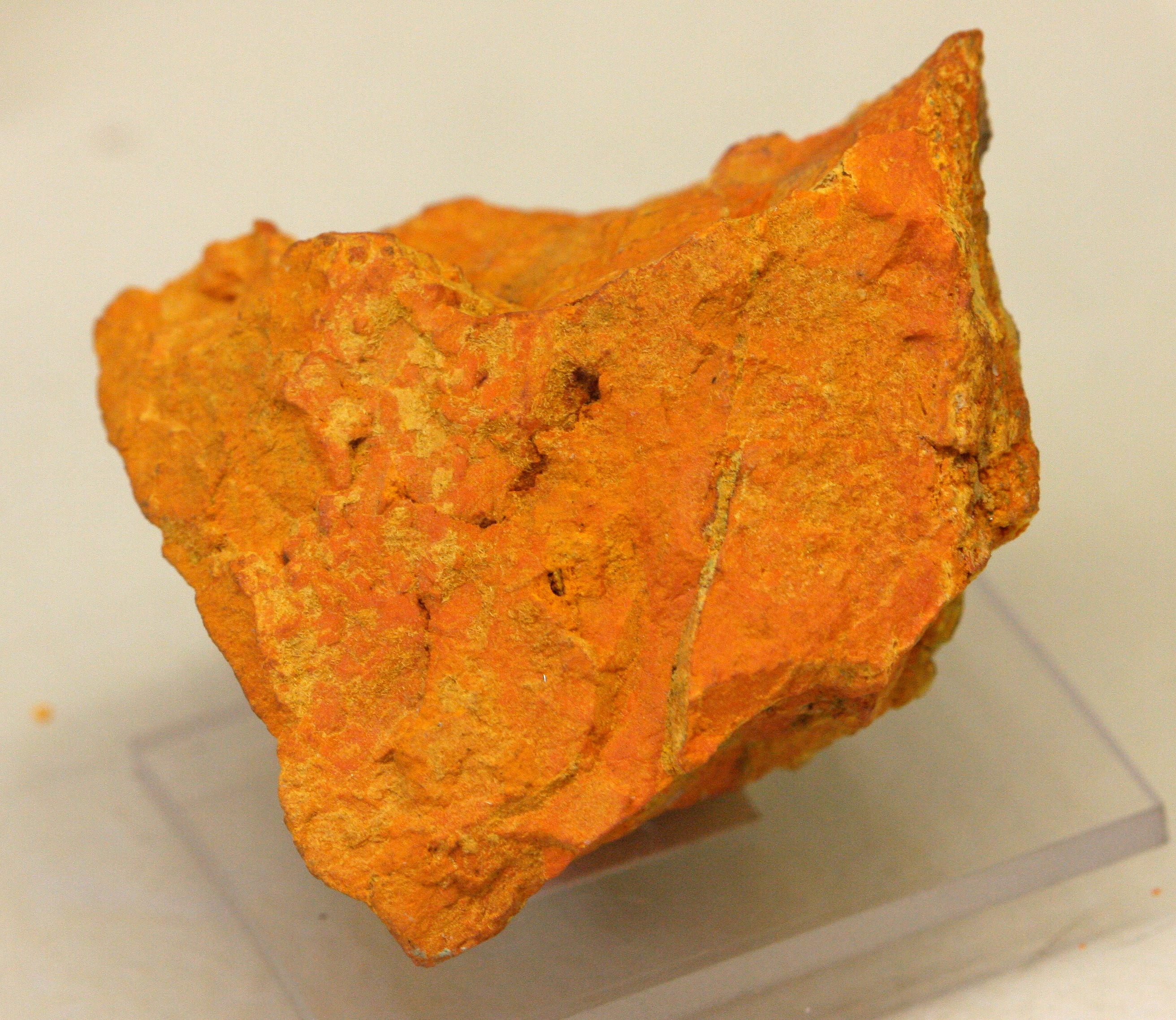
Кюріт, водний оксид свинцю та урану

У результаті неорганічних процесів, описаних у попередньому розділі, утворилося близько 1500 видів мінералів. Решта понад дві третини мінералів Землі є результатом трансформації Землі живими організмами. Найбільший внесок було зроблено від величезного збільшення вмісту кисню в атмосфері, починаючи з Кисневої катастрофи. Живі організми також почали виробляти скелети та інші форми біомінералізації. Такі мінерали, як кальцит, оксиди металів і багато глинистих мінералів, можна вважати біосигнатурами разом із дорогоцінним камінням, таким як бірюза, азурит і малахіт. :177

#### Етап 6: Біологія в безкисневому світі
Приблизно до 2,45 млрд років тому в атмосфері було дуже мало кисню. Можливо, життя зіграло певну роль у випаданні масивних карбонатних шарів поблизу континентальних окраїн і у відкладенні смугастих залізистих формацій, але немає однозначних доказів впливу життя на мінерали.

#### Етап 7: Велика подія оксигенації (Киснева катастрофа)
Починаючи приблизно з 2,45 млрд років тому і продовжуючи приблизно до 2,0 або 1,9 млрд років тому, відбулося різке підвищення вмісту кисню в нижніх шарах атмосфери, на континентах і океанах, що називається Великою подією оксигенації або Великою подією окислення або Кисневою катастрофою. До Кисневої катастрофи елементи, які можуть перебувати в кількох ступенях окислення, були обмежені найнижчим станом, і це обмежувало різноманітність мінералів, які вони могли утворювати. У більш давніх відкладах зазвичай зустрічаються мінерали сидерит (FeCO3), уранініт (UO2) і пірит (FeS2). Вони швидко окислюються під впливом атмосфери з киснем, але цього не відбувається навіть після тривалого вивітрювання та транспортування.
Коли концентрація молекул кисню в атмосфері досягла 1% від нинішнього рівня, хімічні реакції під час вивітрювання були такими ж, як і сьогодні. Сидерит і пірит були замінені оксидами заліза магнетитом і гематитом ; розчинені іони Fe 2+, які були винесені в море, тепер відкладалися у великих смугастих утвореннях заліза. Однак це не призвело до появи нових мінералів заліза, лише змінило їх кількість. Навпаки, окислення уранініту призвело до появи понад 200 нових видів уранілових мінералів, таких як содіїт і уїксит, а також мінеральних комплексів, таких як ґуміт.
Інші елементи, які мають кілька ступенів окислення, включають мідь (яка зустрічається в 321 оксиді та силікатах), бор, ванадій, магній, селен, телур, арсен, стибій, бісмут, срібло та ртуть. Всього утворилося близько 2500 нових мінералів.

#### Етап 8: Проміжний океан
Наступні близько мільярда років (1,85–0,85 млрд років тому) часто називають «нудним мільярдом», тому що, здавалося, тоді мало що відбувалося. Більш окислений шар океанської води біля поверхні повільно поглиблювався за рахунок безкисневих глибин, але, здавалося, не було жодних різких змін у кліматі, біології чи мінералогії. Однак частково таке сприйняття може бути пов’язане з поганою збереженістю гірських порід того періоду. Багато з найцінніших у світі запасів свинцю, цинку та срібла, знайдені в породах того часу, а також багаті джерела мінералів берилію, бору та урану. :181 У цей період також відбулося утворення суперконтиненту Колумбія, його розпад і утворення Родинії. :195 У деяких кількісних дослідженнях мінералів берилію, бору та ртуті немає нових мінералів під час Кисневої катастрофи, але є імпульс новоутворень під час формування Колумбії. Причини цього не ясні, хоча це могло бути пов’язано з виділенням мінералізуючих рідин під час орогенезу. :202–204

#### Етап 9: Земля-сніжка
Між 1,0 і 0,542 млрд років тому Земля щонайменше двічі впадала у стан «Земля-сніжка», під час якого значна (можливо, вся) поверхня була вкрита льодом (що робить його домінуючим мінералом на поверхні). З льодом пов’язані карбонатні шапки, товсті шари вапняку або доломіту з арагонітовими віялами. Глиняні мінерали також вироблялися в надлишку, і вулканам вдалося пробити лід та поповнити фонд мінералів.

#### Етап 10: Фанерозойська ера і біомінералізація

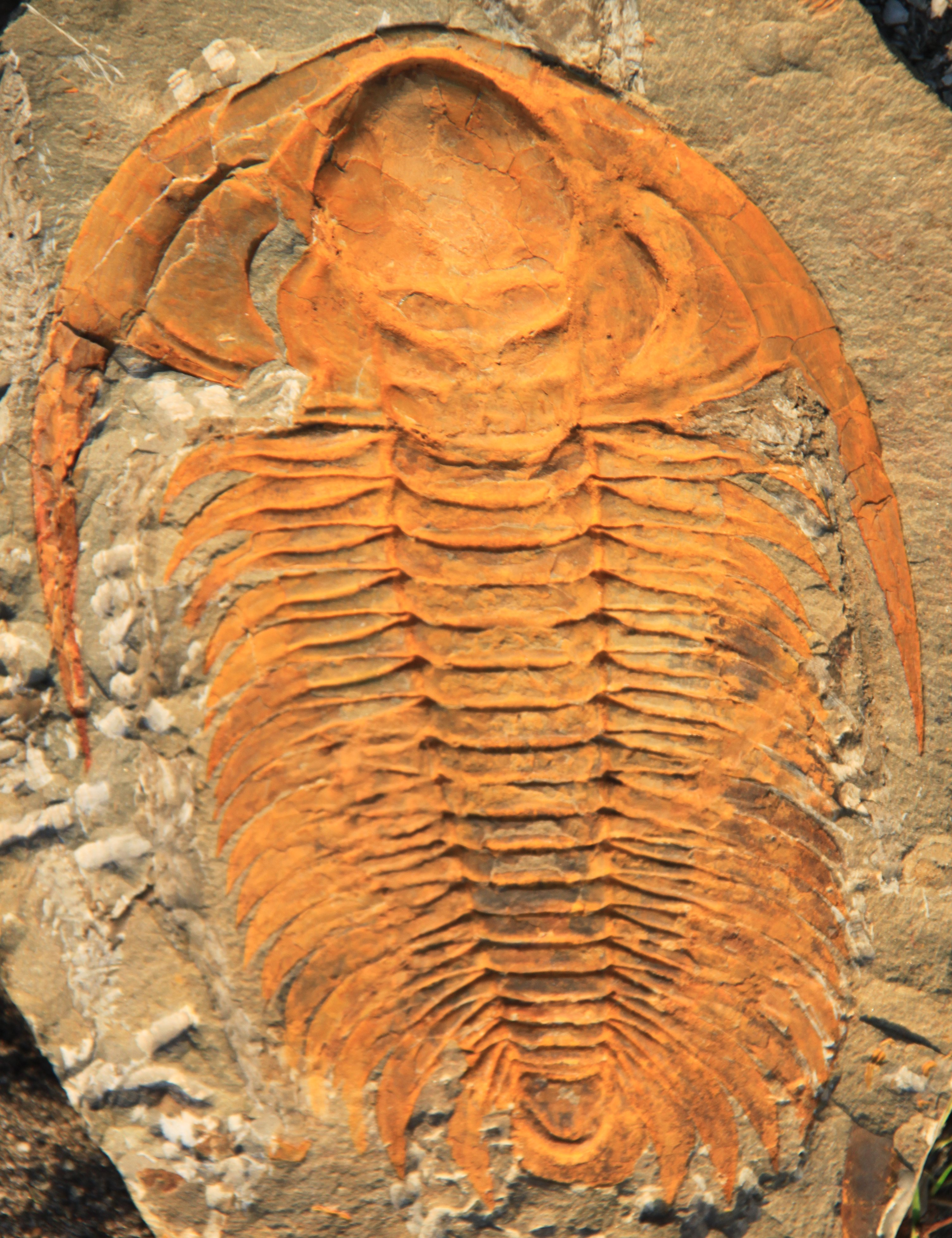
Скам'янілість трилобітів пізнього кембрію

Останній етап збігається з фанерозойською ерою, в якій набула широкого поширення біомінералізація — створення мінералів живими організмами. Хоча деякі біомінерали можна знайти в більш ранніх відкладах, саме під час кембрійського вибуху розвинулась більшість відомих скелетних форм і основні скелетні мінерали (кальцит, арагоніт, апатит і опал). Більшість з них є карбонатами, але деякі є фосфатами або кальцитом. Загалом у живих організмах виявлено понад 64 мінеральних фази, включаючи сульфіди, оксиди, гідроксиди та силікати металів; понад два десятки були знайдені в організмі людини.
До фанерозою земля була в основному безплідною породою, але рослини почали заселяти її в силурійський період. Це призвело до збільшення утворення глинистих мінералів на порядок. В океанах планктон переносив карбонат кальцію з мілководдя в глибини океану, перешкоджаючи виробленню карбонатних шапок і роблячи майбутні періоди Землі-сніжки менш ймовірними. Мікроби також залучилися до геохімічних циклів більшості елементів, зробивши їх біогеохімічними циклами. Мінералогічні новинки включали органічні мінерали, які були знайдені в насичених вуглецем залишках життя, таких як вугілля та чорні сланці.

### Антропоцен

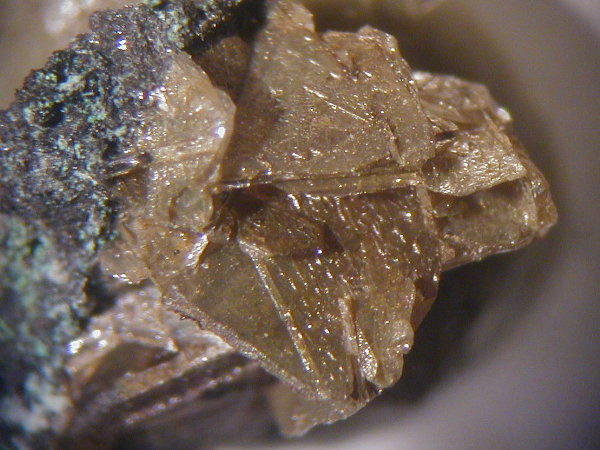
Мінерал абхурит утворюється, коли олов’яні артефакти роз’їдаються в морській воді, і його знаходять поблизу місць деяких корабельних аварій.

Строго кажучи, суто біогенні мінерали не визнаються Міжнародною мінералогічною асоціацією (IMA), якщо в них також не беруть участь геологічні процеси. Суто біологічні продукти, такі як раковини морських організмів, не вважаються мінералами. Також чітко виключені антропогенні сполуки. Однак люди зробили такий вплив на поверхню планети, що геологи розглядають можливість введення нової геологічної епохи, антропоцену, щоб відобразити ці зміни.
У 2015 році Заласевич та співавтори запропонували розширити визначення мінералів, включивши в нього антропогенні мінерали, а їх утворення становить 11-й етап еволюції мінералів. Згодом Гейзен і співавтори каталогізували 208 мінералів, які офіційно визнані IMA, але є переважно або виключно результатом діяльності людини. Більшість з них утворилися у зв'язку з гірничодобувною діяльністю. Крім того, деякі утворилися, коли металеві артефакти затонули та взаємодіяли з морським середовищем. Кілька, ймовірно, не будуть офіційно визнані сьогодні, але їм дозволено залишитися в каталозі; серед них два (ніобокарбід і танталкарбід), можливо є містифікацією.
Гейзен і співавтори визначили три шляхи, за допомогою яких люди мали великий вплив на розподіл і різноманітність мінералів. Перший – через виробництво. Довгий список синтетичних кристалів має мінеральні еквіваленти, включаючи синтетичні дорогоцінні камені, кераміку, цеглу, цемент і батареї. Багато інших не мають мінерального еквівалента; понад 180 000 неорганічних кристалічних сполук перераховані в Базі даних неорганічних кристалічних структур. З метою видобування корисних копалин або будівництва інфраструктури люди перерозподіляли гірські породи, відклади та мінерали в масштабах, що конкурують із зледенінням, а цінні мінерали були перерозподілені та розміщені таким чином, який би не міг бути реалізований природним шляхом.

## Походження життя
Понад дві третини мінеральних видів завдячують своїм існуванням життю, але життя також може завдячувати своїм існуванням мінералам. Можливо, вони були потрібні як шаблони для зведення органічних молекул разом; як каталізатори хімічних реакцій; і як метаболіти. Дві відомі теорії походження життя включають глини та сульфіди перехідних металів. Інша теорія стверджує, що для утворення першої рибонуклеїнової кислоти (РНК) могли бути необхідні мінеральні речовини борату кальцію, такі як колеманіт і природні борати, а також, можливо, молібдат. Інші теорії вимагають менш поширених мінералів, таких як макіноїт або грейгіт. Каталог мінералів, які були сформовані під час Гадейського еону, включає глинисті мінерали та сульфіди заліза та нікелю, включаючи макіноїт і грейгіт, але борати та молібдати малоймовірні.
Мінерали також могли бути необхідними для виживання ранніх форм життя. Наприклад, кварц більш прозорий, ніж інші мінерали пісковиків. До того, як життя розробило пігменти для захисту від шкідливих ультрафіолетових променів, тонкий шар кварцу міг захистити його, пропускаючи достатньо світла для фотосинтезу. Фосфатні мінерали також могли бути важливими для раннього життя. Фосфор є одним з найважливіших елементів у таких молекулах, як аденозинтрифосфат (АТФ), носій енергії, який міститься у всіх живих клітинах; РНК і ДНК; у клітинних мембранах. Основна частина фосфору Землі міститься в ядрі та мантії. Найімовірнішим механізмом для того, щоб зробити його доступним для життя, буде створення фосфатів, таких як апатит, шляхом фракціонування з подальшим вивітрюванням для вивільнення фосфору. Для цього, можливо, знадобилася тектоніка плит.

## Подальші дослідження

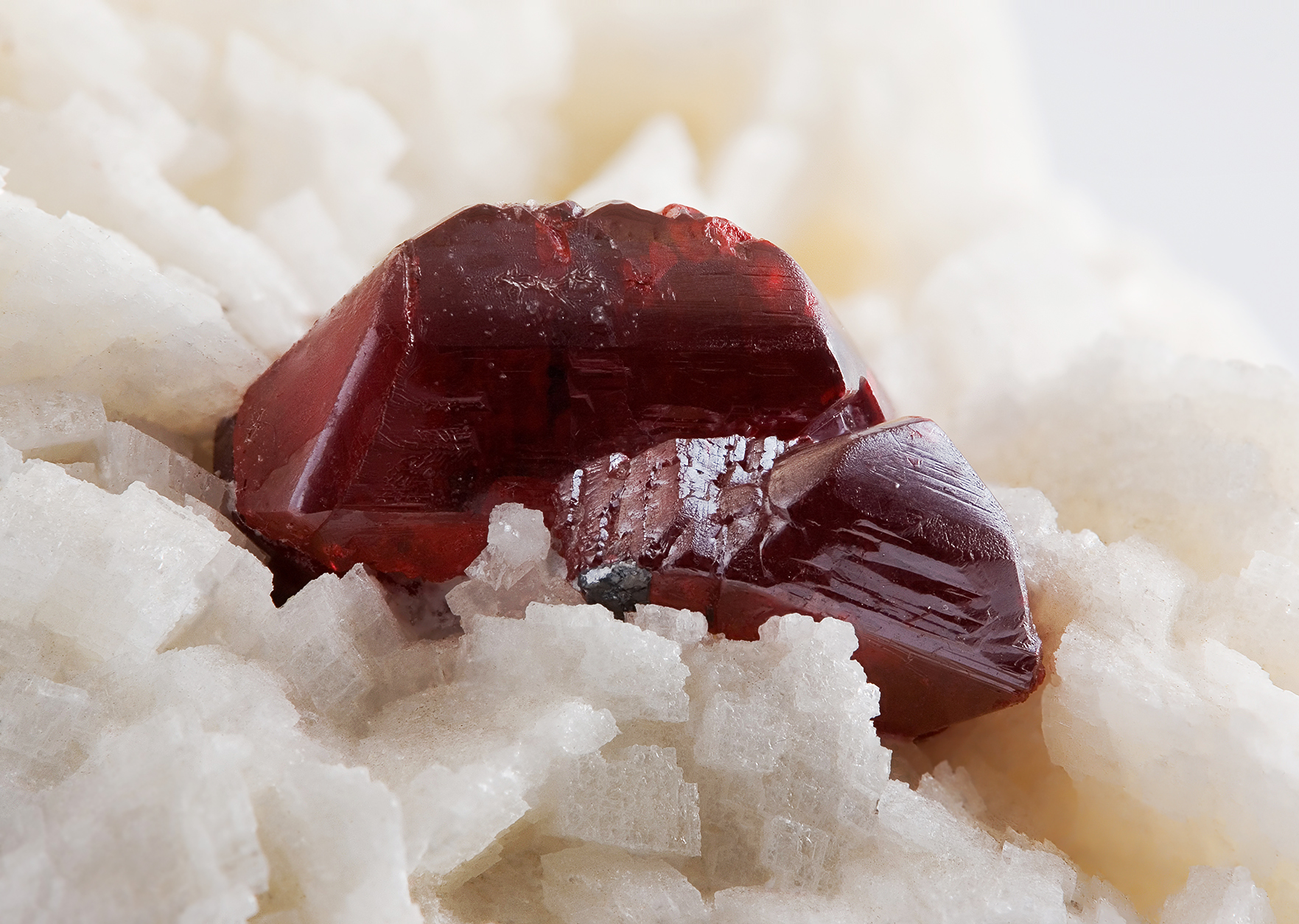
Кіновар (червона) на доломіті

Після оригінальної статті про еволюцію мінералів було проведено кілька досліджень мінералів певних елементів, зокрема урану, торію, ртуті, вуглецю, берилію та глинистих мінералів. Вони розкривають інформацію про різні процеси; наприклад, уран і торій є виробниками тепла, тоді як уран і вуглець вказують на ступінь окислення. Записи показують епізодичні спалахи нових мінералів, як-от під час «Нудного мільярда», а також тривалі періоди, коли нові мінерали не з’являлися. Наприклад, після стрибка різноманітності під час утворення суперконтиненту Колумбії не було нових мінералів ртуті між 1,8 млрд років тому і 600 мільйонами років тому. Цю надзвичайно тривалу перерву пояснюють багатим на сульфіди океаном, що призвело до швидкого відкладення мінералу кіноварі.  :204
Більшість робіт з еволюції мінералів розглядають першу появу мінералів, але можна також подивитися на віковий розподіл певного мінералу. Мільйони кристалів циркону були датовані, і розподіл за віком майже не залежить від місця знаходження кристалів (наприклад, магматичні породи, осадові або метаосадові породи або сучасні річкові піски). Вони мають максимуми та мінімуми, які пов’язані з циклом суперконтиненту, хоча неясно, чи це пов’язано зі змінами в активності субдукції чи із консервацією.
Інші дослідження розглядали часові варіації властивостей мінералів, таких як співвідношення ізотопів, хімічний склад і відносна кількість мінералів, хоча й не в контексті «еволюції мінералів».

## Історія
Більшу частину своєї історії мінералогія не мала історичного компоненту. Вона опікувалася класифікацією мінералів відповідно до їхніх хімічних і фізичних властивостей (таких як хімічна формула та кристалічна структура) та визначення умов стабільності мінералу або групи мінералів. Однак були винятки, коли публікації розглядали розподіл віку мінералів або руд. У 1960 році Рассел Гордон Ґастіл виявив цикли в розподілі мінеральних дат. Чарльз Меєр, виявивши, що руди деяких елементів розподіляються протягом більшого проміжку часу, ніж інші, пояснив цю різницю впливом тектоніки та біомаси на хімічний склад поверхні, зокрема на вільний кисень і вуглець. У 1979 році А. Г. Жабін в російськомовному журналі «Доклады Академии наук» ввів концепцію етапності еволюції мінералів, а в 1982 році Н. П. Юшкін відзначив ускладнення мінералів з часом біля поверхні Землі. Потім, у 2008 році, Гейзен і його колеги представили набагато ширше і детальніше бачення еволюції мінералів. За цим послідувала серія кількісних досліджень еволюції різних груп мінералів. Це призвело в 2015 році до концепції мінеральної екології, вивчення розподілу мінералів у просторі та часі.
У квітні 2017 року Музей природознавства у Відні відкрив нову постійну виставку про еволюцію мінералів.

## Подальше читання
- Черниш, Д.С.; Павлишин, В.І.; Кульчицька, Г.О. (2023). РОЗПОДІЛ МІНЕРАЛІВ У ПРИРОДІ В КОНТЕКСТІ ЕВОЛЮЦІЙНИХ ПОГЛЯДІВ У СУЧАСНІЙ МІНЕРАЛОГІЇ. Мінералогічний журнал. 45 (3): 19—30. doi:10.15407/mineraljournal.45.03.019.
- Anbar, A. D. (27 вересня 2012). A Coevolutionary Tale. Science. 337 (6102): 1606. Bibcode:2012Sci...337.1606A. doi:10.1126/science.1224957. S2CID 85223436.
- Berardelli, Phil (14 листопада 2008). Earth's Minerals Evolved, Too. Science. AAAS. Процитовано 9 вересня 2017.
- James Cleaves II, H.; Michalkova Scott, Andrea; Hill, Frances C.; Leszczynski, Jerzy; Sahai, Nita; Hazen, Robert (2012). Mineral–organic interfacial processes: potential roles in the origins of life. Chemical Society Reviews. 41 (16): 5502—5525. doi:10.1039/c2cs35112a. PMID 22743683.
- Deep Carbon Observatory. New Exhibit Opens in Vienna, Showcases Mineral Evolution on Earth. Процитовано 24 серпня 2018.
- Gillen, Paul (1 січня 2016). Notes on Mineral Evolution: Life, Sentience, and the Anthropocene. Environmental Humanities. 8 (2): 215—234. doi:10.1215/22011919-3664324.
- Hamilton, Doug (13 січня 2016). Life's rocky start. Nova. Сезон 43. Епізод 3. PBS. Transcript. Процитовано 13 травня 2018.
- Mann, Adam (31 жовтня 2017). What Mineral Evolution Tells Us About Life On Earth – And Beyond. Medium. Процитовано 11 серпня 2018.
- Saey, Tina Hesman (16 лютого 2015). Mineralogy's link to ecology makes an Earth twin unlikely. Science News. Архів оригіналу за 26 серпня 2018. Процитовано 24 серпня 2018.
- Vasconcelos, C.; McKenzie, J. A. (9 січня 2009). The Descent of Minerals. Science. 323 (5911): 218—219. doi:10.1126/science.1168807. PMID 19131619. S2CID 206517566.
- How rocks evolve. The Economist. 13 листопада 2008. Процитовано 10 вересня 2017.

## Зовнішні посилання
- Спеціальний випуск про еволюцію мінералів (журнал Elements)
- База даних еволюції мінералів